# アイマン・アシュラフ
アイマン・アシュラフ（Ayman Ashraf，1991年4月29日 - ）は、エジプト・カイロ出身のサッカー選手。ポジションは、ディフェンダー。アル・アハリ所属。

## 経歴
2018年5月1日、クウェート代表との親善試合で代表初得点を挙げる。
同年6月には、2018 FIFAワールドカップを戦うA代表の本大会メンバーに選ばれた。

## 代表歴

### 出場大会
- エジプト代表
  - 2018 FIFAワールドカップ

### 試合数
- 国際Aマッチ 33試合 2得点（2016年-2022年）[2]

| エジプト代表 | 国際Aマッチ | 国際Aマッチ |
| 年           | 出場        | 得点        |
| ------------ | ----------- | ----------- |
| 2016         | 1           | 0           |
| 2017         | 2           | 0           |
| 2018         | 6           | 2           |
| 2019         | 8           | 0           |
| 2020         | 1           | 0           |
| 2021         | 7           | 0           |
| 2022         | 8           | 0           |
| 通算         | 33          | 2           |